# Valeria Bufanu
Valeria Bufanu-Ştefănescu (Bacău, 7 ottobre 1946) è un'ex ostacolista e lunghista rumena.

## Biografia
Nel 1968 prese parte ai Giochi olimpici di Città del Messico, dove fu eliminata durante le fasi di qualificazione degli 80 metri ostacoli. Nel 1972 fu nuovamente nella squadra olimpica rumena e conquistò la medaglia d'argento nei 100 metri ostacoli, mentre nel salto in lungo concluse la qualificazione con tre salti nulli.
Nel 1973 fu vicecampionessa europea dei 60 metri ostacoli ai campionati europei di atletica leggera indoor di Rotterdam. La sua ultima esperienza olimpica risale a Montréal 1976, dove concluse in settima posizione la gara dei 100 metri ostacoli.

## Palmarès
| Anno | Manifestazione  | Sede              | Evento             | Risultato      | Prestazione | Note |
| ---- | --------------- | ----------------- | ------------------ | -------------- | ----------- | ---- |
| 1968 | Giochi olimpici | Città del Messico | 80 metri ostacoli  | Batteria       | 11"0        |      |
| 1972 | Giochi olimpici | Monaco            | 100 metri ostacoli | Argento        | 12"84       |      |
| 1972 | Giochi olimpici | Monaco            | Salto in lungo     | Qualificazione | nm          |      |
| 1973 | Europei indoor  | Rotterdam         | 60 metri ostacoli  | Argento        | 8"16        |      |
| 1976 | Giochi olimpici | Montréal          | 100 metri ostacoli | 7ª             | 13"35       |      |